# +Europa

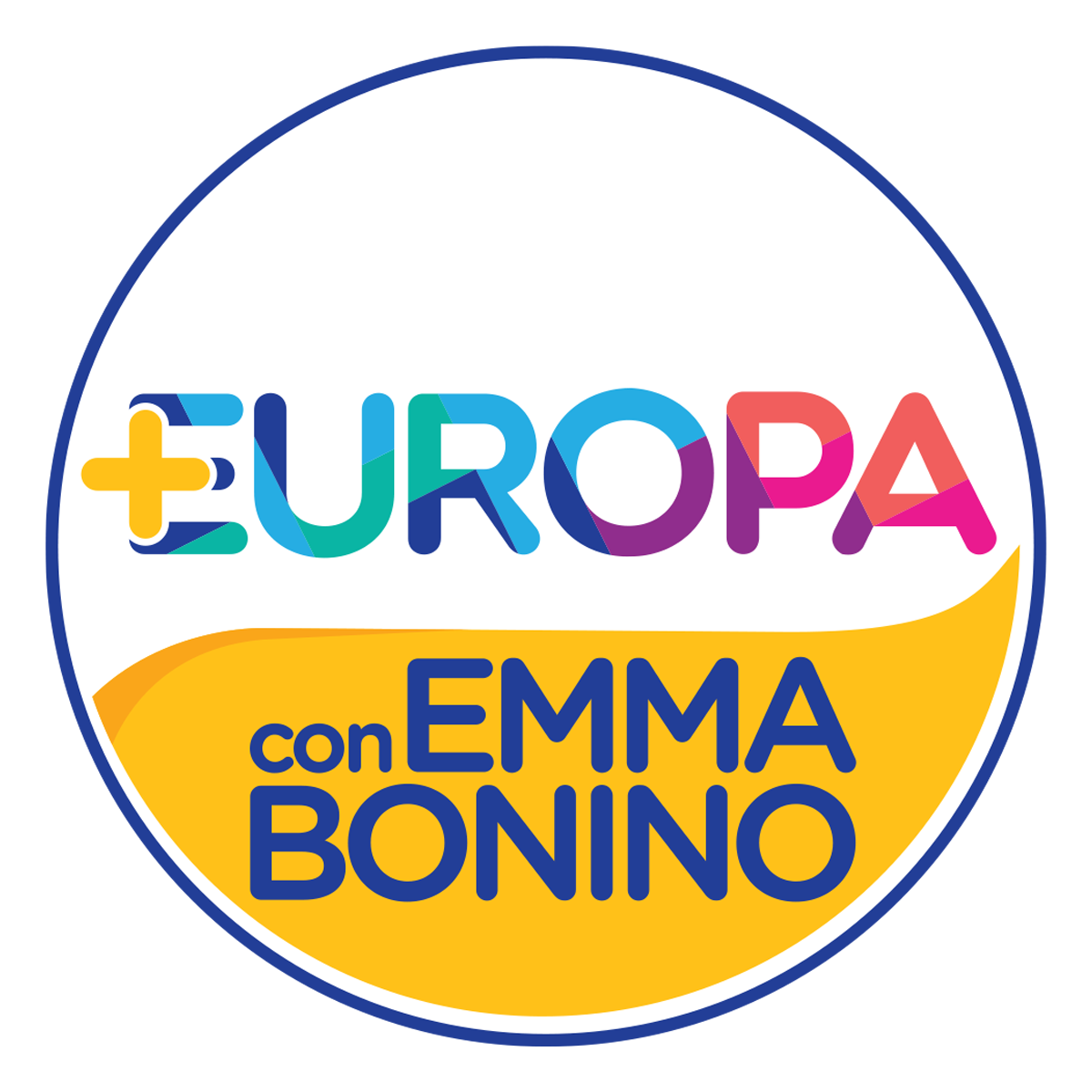
Logotipo oficial

Mais Europa (em italiano:  Più Europa ou +Europa, +E) é um partido político centrista liberal europeísmo da Itália, pertencente à coalizão de centro-esquerda. O líder fundador do partido foi Emma Bonino, enquanto seu secretário é Benedetto Della Vedova. +E é sócio do Partido da Aliança dos Liberais e Democratas pela Europa.

## Estrutura

### Partidos constituintes
| Partido | Partido            | Ideologia   | Líder                  |
| ------- | ------------------ | ----------- | ---------------------- |
|         | Radicais Italianos | Liberalismo | Emma Bonino            |
|         | Força Europa       | Liberalismo | Benedetto Della Vedova |
|         | Centro Democrático | Centrismo   | Bruno Tabacci          |

### Partidos associados
| Partido | Partido                          | Ideologia         | Líder               |
| ------- | -------------------------------- | ----------------- | ------------------- |
|         | Itália em Comum                  | Política verde    | Federico Pizzarotti |
|         | Partido Socialista Italiano      | Social-democracia | Enzo Maraio         |
|         | Partido Republicano Italiano     | Liberalismo       | Corrado Saponaro    |
|         | Partido Democrata Europeu–Itália | Centrismo         | Francesco Rutelli   |
|         | Team Köllensperger               | Liberalismo       | Paul Köllensperger  |

### Ex-partidos associados
| Partido | Partido           | Ideologia              | Líder           |
| ------- | ----------------- | ---------------------- | --------------- |
|         | Área Progressista | Socialismo democrático | Michele Ragosta |

## Resultados eleitorais

### Parlamento italiano
| Câmara dos Deputados |               |      |          |     |             |
| Ano eleitoral        | Votos         | %    | Cadeiras | +/– | Líder       |
| 2018                 | 841,468 (7.º) | 2.56 | 3 / 630  | –   | Emma Bonino |

| Senado da República |               |      |          |     |             |
| Ano eleitoral       | Votos         | %    | Cadeiras | +/– | Líder       |
| 2018                | 714,821 (7.º) | 2.37 | 1 / 315  | –   | Emma Bonino |

### Parlamento Europeu
| Parlamento Europeu |              |   |          |     |                        |
| Ano eleitoral      | Votos        | % | Cadeiras | +/– | Líder                  |
| 2019               | Em andamento | – | 0 / 76   | –   | Benedetto Della Vedova |

1. ↑  Em uma lista conjunta com a Itália em Comum e com o Partido Socialista Italiano.

### Conselhos Regionais
| Região    | Ano eleitoral | Votos         | %    | Cadeiras | +/– |
| --------- | ------------- | ------------- | ---- | -------- | --- |
| Lombardia | 2018          | 108,743 (8.º) | 2.07 | 1 / 80   | 1   |
| Lácio     | 2018          | 52,451 (9.º)  | 2.06 | 1 / 50   | 1   |
| Abruzos   | 2019          | 14,198 (12.º) | 2.36 | 0 / 31   | –   |

## Dirigentes

### Partido
- Secretário: Benedetto Della Vedova (desde 2019)

### Federação
- Coordenador: Benedetto Della Vedova (de 2018 até 2019)
  - Coordenador Adjunto: Bruno Tabacci (de 2018 até 2019), Massimiliano Iervolino (de 2018 até 2019)
- Administrador: Silvja Manzi (de 2018 até 2019)
- Presidente: Gianfranco Spadaccia (de 2018 até 2019)